# Centre de Lectura
Het Centre de Lectura is een cultuur- en vormingscentrum met bibliotheek in  in Reus (Catalonië). Het werd opgericht in 1859 en is een van de oudste culturele instellingen van het land. Sedert 1921 heeft het zijn intrek genomen in het grondig verbouwde voormalige stadspaleis van de markies van Tamarit.
Het centrum organiseert  taal- en literatuurcursussen en herbergt een eigen dans- toneel, muziek- en kunstschool. De grote zaal, het zogenaamde Teatre Bartrina is merkwaardig door zijn beweegbare vloer, waarvan de helling aan de activiteit kan aangepast worden, voor het begin van de 20ste eeuw, een technisch hoogstandje. Met zijn meer dan 260.000 volumes, waaronder een twintigtal kostbare wiegedrukken is het een van de grootste privébibliotheken in het land. De uitgeverij “Edicions del Centre” heeft meer dan 130 monografieën gepubliceerd. Traditioneel is sedert 1936 de jaarlijkse wedstrijd voor de mooiste roos in het “Concurs Exposició Nacional de Roses”. Ook herbergt het sedert 1948 opnieuw een weerkundig station, de observatierapporten van voor 1939 zijn helaas in de burgeroorlog verloren gegaan.

## Geschiedenis
Het Centrum werd in 1859 door een groepje jonge middenstanders opgericht, waarmee ze, vanuit een democratische, progressieve en catalanistische overtuiging, een bijdrage wilden leveren voor de alfabetisering en de sociale vooruitgang van de arbeidersklasse. De overtuiging van de stichters tekent tot op heden de activiteiten van het centrum, al zijn een deel van de taken door het verplichte openbare onderwijs overgenomen. Na de poging tot staatsgreep op 3 januari 1866, onder de leiding van general Joan Prim i Prat werd het centrum tijdelijk een paar keer gesloten, omdat het beschouwd werd als een centrum voor revolutionaire propaganda. Pas na de Spaanse revolutie van 1868 kon het weer openen. In 1916 kocht Evarist Fabregas, een filantroop uit Reus, het voormalige stadspaleis van de markies van Tamarit en schonk het aan de stichting, met nog een somme gelds om de nodige verbouwingen uit te voeren. Het vernieuwde complex, naar de plannen van Josep Simó i Bofarull, werd in 1921 door Josep Puig i Cadafalch ingewijd.
Tijdens Spaanse Burgeroorlog werd het gebouw tijdens bombardementen beschadigd. Van 1939 tot 1948 werd het centrum opnieuw gesloten onder de franquistische dictatuur. Het gebouw werd bezet door het Sindicato vertical, de door Franco gecreëerde eenheidsvakbond en door de Falange Española, die er haar archieven onderbracht. Wegens de oorlogsschade was het gebouw in slechte staat. Daarom verlieten de fascistische organisaties in 1948 het centrum, waarop het gemeentebestuur tevergeefs probeerde gebouw en bibliotheek te confisqueren.
Binnen de nauwe grenzen van censuur en repressie, creëerden enkele leden van de stichting in 1948 de “Vrienden van de Poëzie”. Ze organiseren kamertoneel en de eerste conferenties, wel alleen in het Spaans, want Catalaans was verboden in het openbaar. In 1950 opent de kunstschool opnieuw. Van 1956 tot 1961 gaf de stichting jaarlijks een “Bloemlezing van poëzie uit Reus” uit, en leverde op die manier een belangrijke bijdrage tot het behoud van de taal in moeilijke tijden. In de latere jaren van de dictatuur werd poëzie in het Catalaans door het regime als “ongevaarlijk” beschouwd en oogluikend toegestaan. Ter gelegenheid van het eeuwfeest in 1959 werd het gebouw gedeeltelijk gerenoveerd.
Na de dood van Franco en de Spaanse democratische overgang kon het centrum weer in alle vrijheid werken aan de culturele verheffing van het volk, aangepast aan de nieuwe tijd. In 1982 werd het centrum bekroond met de Lluís Carulla-prijs en een jaar later met het Creu de Sant Jordi. In 2013 volgde de Nationale Cultuurprijs. Sedert 2008 is er sprake van een grondige restauratie en uitbouw, maar mede door de kredietcrisis komen de plannen niet echt van de grond.

## De bibliotheek
Van in het begin hebben de stichtende leden een inspanning geleverd om kwalitatief hoogstaande historische bibliotheek op te richten, naast de boeken voor dagelijks gebruik. Joaquim Maria Bertrana, naar wie de theaterzaal vernoemd werd schonk zijn verzameling werken uit de zestiende eeuw. Daarna volgden nog de schenkingen van Eduard Toda in 1916 en van de taalkundige Miquel Ventura (meer dan 8000 werken, waaronder enkele kostbare wiegedrukken).
Sedert 1993 wordt het fonds met multimediabestanden en een aparte kinderbibliotheek uitgebreid. Tot in 2003, als de openbare stadsbibliotheek geopend werd, was het de enige bibliotheek van de stad. Beide instellingen hebben een samenwerkingsakkoord afgesloten.
De bibliotheek is een van de partners van het thesaurusproject voor de documenten uit de Catalaanse landen, de zogenaamde Catàleg d'autoritats de noms i títols de Catalunya (Càntic), een initiatief van de Catalaanse Nationale Bibliotheek in samenwerking met VIAF.